# TOS-1
Il TOS-1 (in cirillico ТОС-1), noto anche come Buratino, è un lanciarazzi pesante multiplo di fabbricazione sovietica, in forza, al 2021, nell'esercito della Federazione Russa.
Paragonabile all'MLRS americano, è basato sullo chassis del T-72A ed è progettato per fornire appoggio a truppe e corazzati in campo aperto, con l'impiego di razzi da 220 millimetri che può lanciare singolarmente o in un'unica salva.
Entrato in servizio nel 1988 nelle Forze armate sovietiche, nel 2003 è stato adottato dall'esercito russo, in una versione migliorata denominata TOS-1A, con raggio d'azione esteso a 6 chilometri e un computer migliorato per il controllo del fuoco.
Nel 2021 è entrato in servizio attivo il suo successore, noto come TOS-2 Tosochka, dotato di gru per la sostituzione delle munizione e processi di puntamento e fuoco totalmente automatizzati.

## Sviluppo
L'idea di sviluppare il Buratino nacque verso la fine degli anni settanta, quando si fece largo la volontà di rinnovare il parco di artiglieria lanciarazzi formato dai BM-14 e BM-21, affiancando ai più recenti BM-27 Uragan e BM-30 Smerch un sistema d'arma che potesse aumentare la potenza di fuoco dell'esercito russo, anche tramite l'utilizzo di testate termobariche ed incendiarie.
Il progetto venne affidato all'ufficio design della Omsktransmash di Omsk (azienda di proprietà interamente statale che si era già occupata della progettazione del carro T-80 e del BTR-T) con il nome di Object 634B. Lo sviluppo del TOS-1 avvenne nei primi anni ottanta e venne sempre circondato da un alone di mistero, tanto che il veicolo venne presentato ufficialmente solo nel 1999.
Il soprannome deriva dalla marionetta di nome Burattino (in russo Buratino), personaggio principale del libro del 1936 Il compagno Pinocchio, scritto dallo scrittore russo Aleksej Nikolaevič Tolstoj e basato a sua volta sul Pinocchio di Collodi.

## Caratteristiche tecniche
Il veicolo d'artiglieria vero e proprio è denominato BM-1 ed è stato sviluppato partendo dal T-72, garantendogli una velocità di circa 60 km/h, un sistema antincendio automatico e una protezione NBCR.
I sistemi del carro comprendono un visore ottico TKN-3A, un telemetro laser 1D14, un sensore di inclinazione e un calcolatore balistico elettronico. I dati forniti dai vari sistemi permettono il lancio dei razzi con relativa precisione, avendo un errore massimo stimato di circa 10 metri.
Sono presenti inoltre un sistema di navigazione GPK-59, una stazione radio R-163-50U, un impianto R-174 per la comunicazione radio interna tra i membri dell'equipaggio e con l'esterno, e un sistema difensivo lanciagranate fumogene 902G.
All'interno dell'abitacolo sono presenti un AKS-74, un RPKS-74, tre RPG-26s e dieci granate F-1 per la difesa personale dell'equipaggio.
Il sistema d'arma completo TOS-1 prevede l'affiancamento di due veicoli di supporto TZM-T, ognuno dei quali trasporta 24 razzi e 400 litri di carburante per il BM-1.

## Armamento
Il TOS-1 è stato progettato specificamente per il bombardamento di artiglieria in campo aperto e la distruzione di fortificazioni e mezzi blindati.
Presenta un impianto di 30 tubi lanciarazzi (ridotti a 24 nella versione A) montati su una piattaforma girevole. I razzi utilizzati sono gli MO.1.01.04 o gli MO.1.01.04M, rispettivamente lunghi 3,7 e 3,3 metri e pesanti 173 e 217 chilogrammi: si tratta di razzi non guidati, con testata termobarica o incendiaria e motore a propellente solido. Il sistema permette di lanciare tutti i razzi caricati in un tempo che va dai 6 ai 12 secondi.
La gittata è assai inferiore rispetto a sistemi simili come l'MLRS e va dai 500 metri ai 3-6 chilometri, sebbene alcune fonti sostengano che i razzi possano arrivare anche a 12 km.

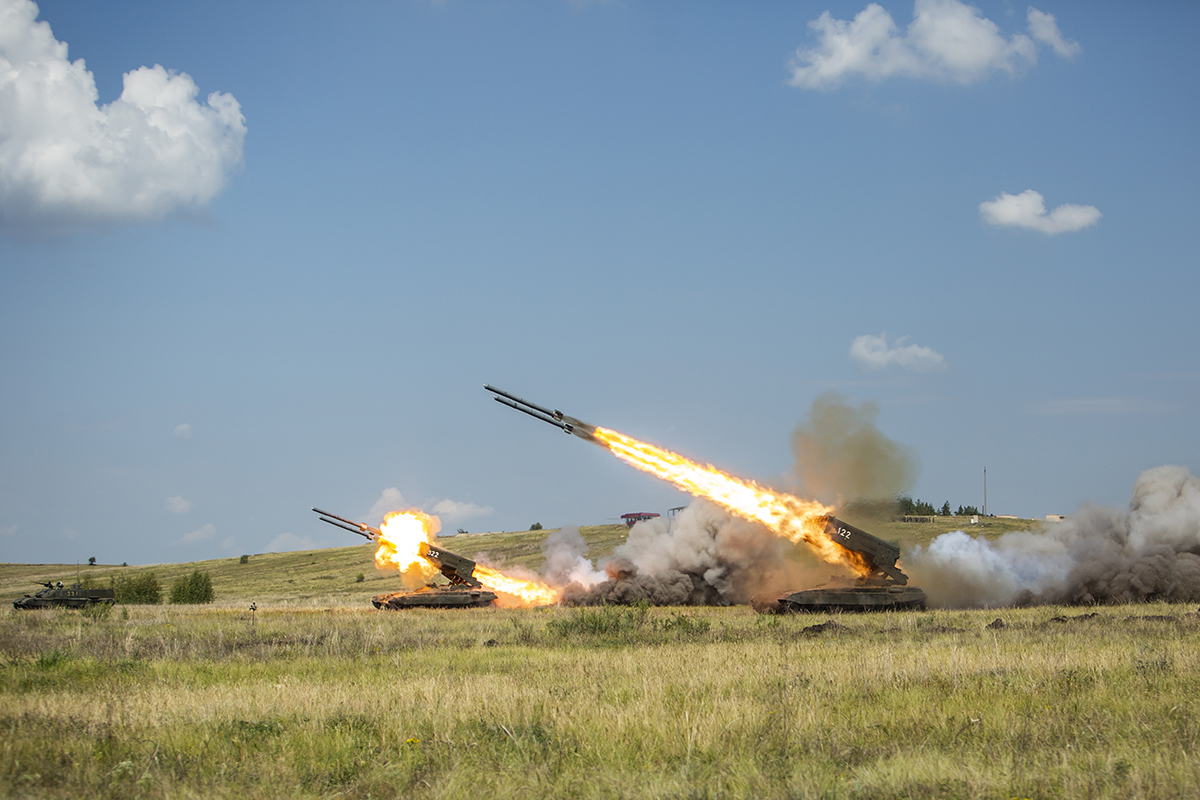
Una coppia di TOS-1A durante un'esercitazione, 2018.

## Impiego

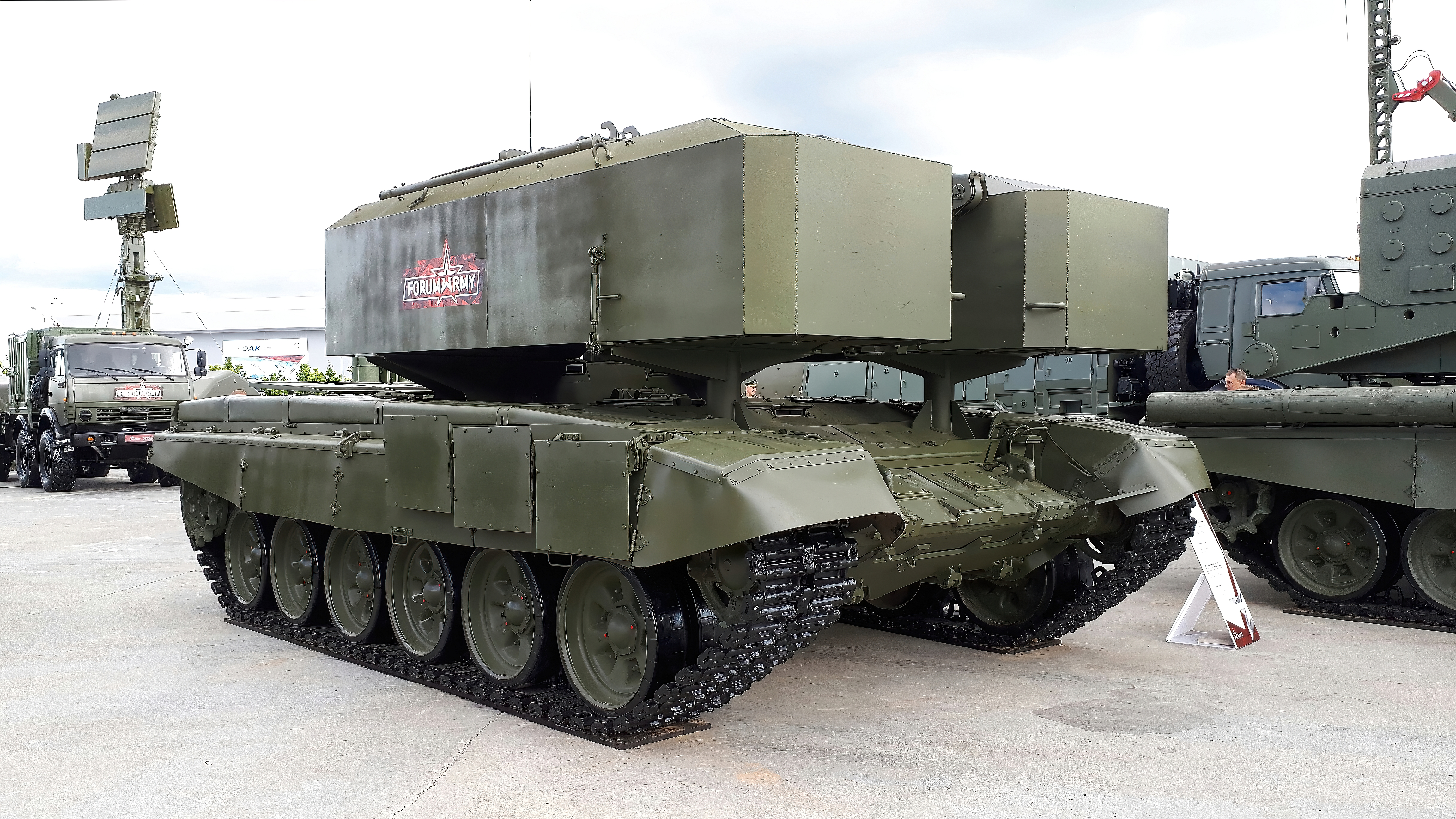
TZM-T (veicolo caricatore-trasporto per TOS-1A) durante la fiera Armiya 2020 a Mosca

Il battesimo del fuoco del Buratino avvenne durante l'invasione sovietica dell'Afghanistan, nella vallata del Panjshir.
Successivamente venne impiegato anche nella Battaglia di Groznyj, avvenuta nel 1996, all'interno della prima guerra cecena.
Un suo utilizzo estensivo avvenne durante la seconda guerra cecena: l'allora comandante delle forze russe nel teatro ceceno, il colonnello generale Gennady Troshev, affermò che "l'alta precisione e l'alta efficienza di questo sistema hanno permesso di ottenere risultati là dove altre armi da fuoco erano impotenti".
Alcuni osservatori OSCE avrebbero individuato un TOS-1 in Ucraina orientale, in un campo d'addestramento delle forze ribelli.
È stato impiegato anche nella guerra civile siriana e nella guerra in Iraq contro l'ISIS da parte delle forze russe ivi presenti e dell'esercito siriano (che in quanto alleato avrebbe ricevuto almeno un Buratino dall'esercito russo).
La Russia ha mobilitato vari TOS-1A durante l'invasione in Ucraina del 2022. 
Per la Tass, agenzia di stampa russa, l’esercito della Federazione Russa ha dato il battesimo del fuoco all'ultima versione TOS-2 durante la campagna d'invasione russa dell'Ucraina del 2022

## Operatori attuali
- Azerbaigian – 18
- Armenia - Numero non precisato, ceduti dopo accordi con la Russia.
- Iraq – 12
- Kazakistan – 3
- Russia – ~15

### Operatori passati
- Siria – 1+